# Daniel Bazán Vera
Eduardo Daniel Bazán Vera (né le 5 mai 1973 à Corrientes en Argentine) est un joueur de football argentin qui évoluait au poste d'attaquant.

## Biographie
Il termine meilleur buteur du championnat d'Argentine de deuxième division en 2005.
En Argentine, il inscrit 78 buts en deuxième division, et 182 buts en troisième division.
Il joue également au Chili et en Finlande.

## Palmarès
| Almirante Brown - Championnat d'Argentine D3 (1) : - Champion : 2009-10. |  | Unión de Santa Fe - Championnat d'Argentine D2 : - Meilleur buteur : 2005 (Ouverture) (15 buts). |  | Tristán Suárez - Coupe d'Argentine : - Meilleur buteur : 2012-13 (5 buts). |